# تعطيل وتحلية
الجناس العاطل بمعنى الفارغ والخالي، ويقال له الجناس المهمل، محسن لفظي يقصد به الإتيان بألفاظ كل أحرفها من الحروف مبهمة، نحو «لا إله إلا الله، محمد رسول الله»، وكقول الشيخ محمد البكري التواتي «سما لرسول الله مدح مكرم — وسر علوه الأود المسودا». عكسه الجناس الحالي، بمعنى ذي الحلية، ويقال له الجناس المعجم، أي ما كانت كل حروفه معجمة، كقول الشيخ صفي الدين الحلي «فتنت بظبي بغي خيبتي — بجفن تفنن في فتنتي».
التعطيل عند البلغاء قسم من الحذف وهو أن يأتي الكاتب أو الشاعر بكلمات لا إعجام فيها أي بدون نقطة في أي من حروفها.

## وصلات خارجية
- حرف معجم، حرف مبهم - لغت نامه دهخدا